# Wellingborough
Pour l'arrondissement, voir Wellingborough (borough).
Wellingborough est une ville du Northamptonshire en Angleterre, à environ 24 km de Northampton. C'était le chef-lieu de l'arrondissement de Wellingborough, mais maintenant c'est dans le North Northamptonshire.

## Géographie
Située sur la rive nord de la rivière Nene (prononcé localement comme « Nen », son ancien orthographe).
En raison des fréquentes inondations de la rivière, la ville a été construite au-dessus du niveau de la plaine d'inondation.

### Démographie
La population de Wellingborough a connu une expansion rapide de 26 000 à 60 000 dans les années 1960 et 1970 après que les accords ont été signés entre le Conseil de district urbain, le London County Council et le Greater London Council pour reloger la population du redéploiement de Londres. À la suite de l'arrivée après la Seconde Guerre mondiale d'immigrants du Commonwealth en Grande-Bretagne, une importante communauté noire des Caraïbes, de l'Inde et du Pakistan a grandi dans cette petite ville de marché, et représente désormais 7 % de la population dans l'arrondissement et à 11 % dans la ville.

## Histoire
D'abord nommée « Wendelingburgh », la ville a été fondée dans la période saxonne début du VIe siècle par un chef saxon appelé Waendel, elle est mentionnée dans le Domesday Book sous le nom de « Wendelburie ».
La ville médiévale de Wellingborough abritait une grange monastique (aujourd'hui Croyland Abbey) - qui était une émanation du grand monastère de Croyland Abbey, près de Peterborough, à quelque 30 miles (48 km) vers l'aval. Cette partie de la ville est maintenant connue sous le nom de «Croyland».
L'église All Hallows est le plus vieux bâtiment de Wellingborough elle date de 1160. Le manoir de Wellingborough appartenait à l'abbaye de Crowland au temps des Saxons et les moines ont probablement construit l'église originelle. La première partie du bâtiment est la porte Normande à partir de la galerie côté sud.
L'église a été agrandie avec l'ajout de chapelles latérales à la fin du XIIIe siècle. La tour ouest, couronnée d'une flèche s'élevant à 160 pieds (49 m), a été achevée vers 1270, après quoi le chœur a été reconstruit
Wellingborough a reçu une charte de marché le 3 avril 1201 quand le roi Jean d'Angleterre a accordé le droit de d'y servir Dieu pour l'abbé de Croyland et les moines. Le jour de marché est ainsi fixé au mercredi.
Durant l'ère élisabéthaine le Seigneur du manoir, Sir Christopher Hatton a été un commanditaire des expéditions de Sir Francis Drake, Drake a baptisé un de ses navires, le Golden Hind d'après le symbole héraldique de la famille Hatton. Un hôtel dans un bâtiment classé construit au XVIIe siècle, a été connu sous les noms de l'Hôtel Hind et plus tard comme l'Hôtel Golden Hind.
Pendant la guerre civile le conflit le plus important dans la région fut la bataille de Naseby en 1645. Une escarmouche mineure dans la ville a entraîné la mort d'un parlementaire, le Capitaine John Sawyer. Des représailles sévères ont suivi avec l'enlèvement à Northampton du curé, Thomas Jones, et de 40 prisonniers par un groupe de Têtes rondes. Cependant, après la guerre civile, Wellingborough abritait une colonie de Diggers. L'Histoire de cette période reste encore assez méconnue.
À l'origine, la ville possède deux gares: la première appelée Wellingborough London Road, a ouvert en 1845 et fermé en 1966, elle reliait Peterborough avec Northampton. La seconde station, Wellingborough Midland Road, est toujours en service avec des trains vers Londres et les Midlands de l'Est.
En 1898, un catastrophe ferroviaire a tué six ou sept personnes et en a blessé environ 65.

## Économie
Wellingborough a environ 2 500 entreprises présentes sur son territoire. Une grande partie du centre-ville a été réaménagé dans les années 1970, quand elle a augmenté rapidement à partir du redéploiement de Londres. Le conseil d'arrondissement a alors adopté un «plan d'action pour le centre-ville». La structure économique traditionnelle basée sur les chaussures et l'ingéniérie s'est progressivement diversifiée avec de la logistique, et des services offrant de nouvelles possibilités pour l'emploi.

## Transport

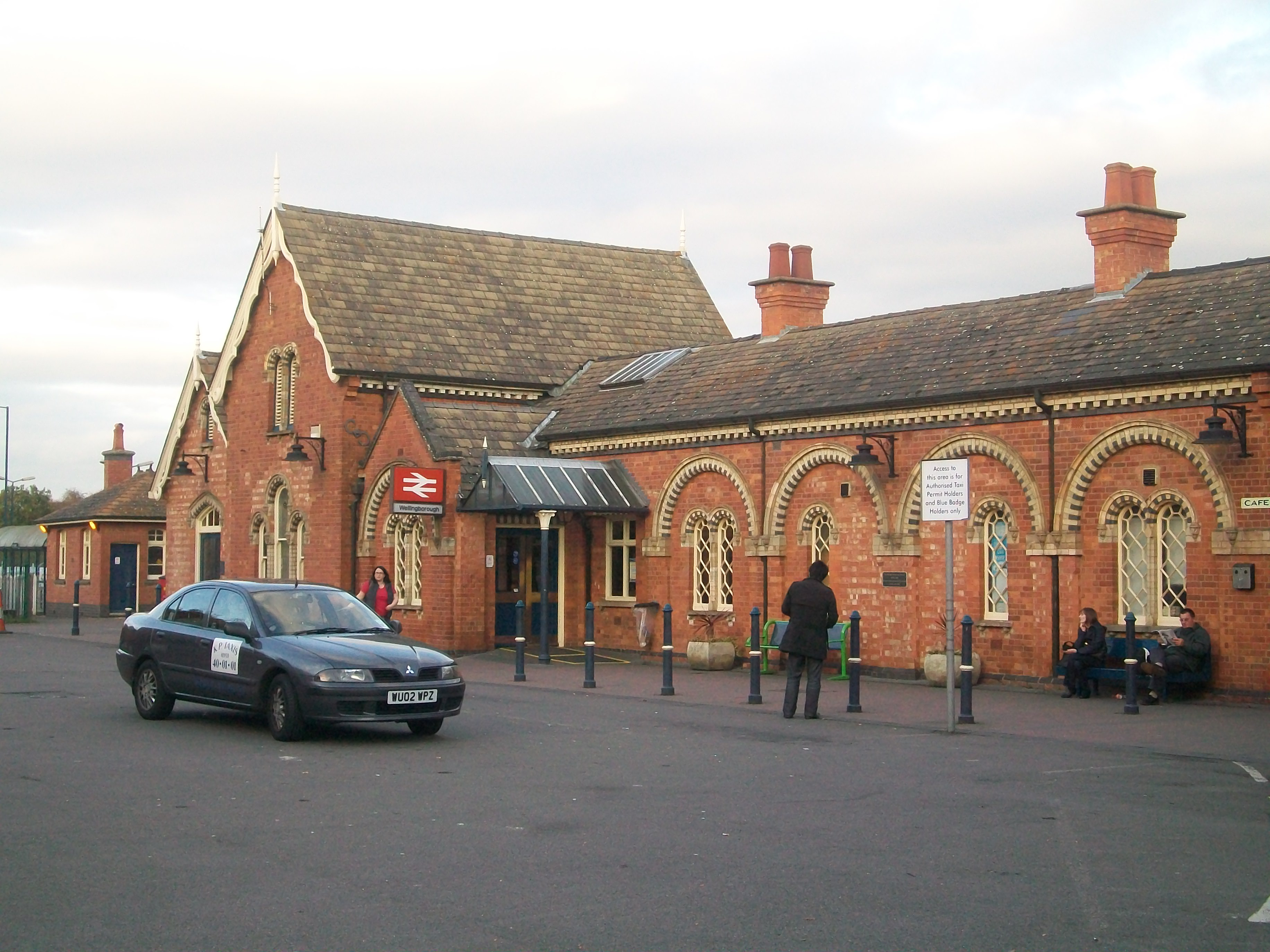
La gare

L'A45 à double voie relie la ville avec l'autoroute A14 et M1 ce qui permet également des liaisons vers l'est et l'ouest du pays.
La ville est desservie par les réseaux de bus Stagecoach in Northants et First Northampton, avec des connexions locales vers les autobus de la ville.
East Midlands Trains exploite des trains directs pour Londres St Pancras depuis la gare de Wellingborough, départ toutes les 30 minutes, avec un temps de trajet moyen d'environ 55 minutes. La ligne de chemin de fer relie également Wellingborough avec Bedford, Luton, Kettering, Corby, Leicester, Nottingham, Derby, Sheffield et Leeds.
Plusieurs aéroports du Royaume-Uni sont à moins de deux heures de route de la ville, y compris Londres Luton, East Midlands, Birmingham International et Londres Stansted. Luton peut être relié directement par train alors East Midlands et Stansted ont besoin d'un changement à Leicester.

## Éducation
Quatorze primary schools alimentent les écoles secondaires dont la Wellingborough School, une école indépendante.
Le Tresham College of Further and Higher Education a un campus principal à Wellingborough, et des annexes à Kettering, Oakham et Corby. Il propose de la formation continue et des cours de formation professionnelle, les GCSE et les A-level. En collaboration avec plusieurs universités, le Collège offre également plus d'options d'éducation.
L'Université de Northampton à Northampton, avec près de 10 000 étudiants répartis sur deux campus, offre des cours des niveaux de premier cycle au troisième cycle, professionnel et doctorat. Les sujets comprennent les arts traditionnels, des lettres et des sciences.

## Culture

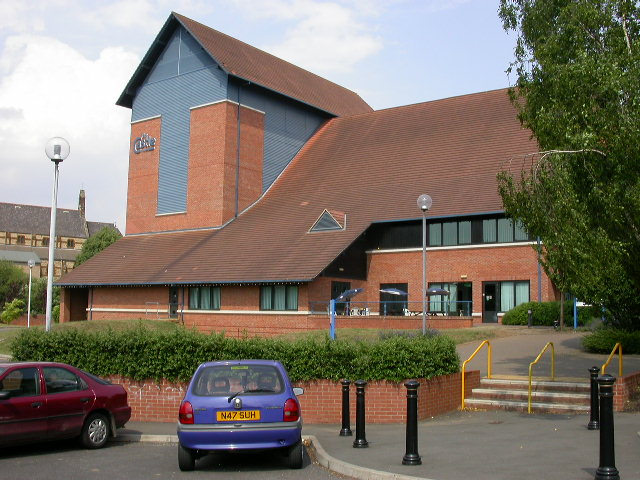
Le Castle theater

Le Théâtre du Château (Castle Theatre) a ouvert en 1995 sur le site du marché de bétail. Il apporte non seulement une salle de théâtre pour la région, mais aussi d'autres installations culturelles. La plupart des salles sont utilisées sur par la communauté locale, les utilisateurs comprennent le théâtre pour la jeunesse et la danse.
Wellingborough dispose d'une bibliothèque publique sur la place du marché. Le Musée de Wellingborough, situé à côté du Théâtre du Château, présente des expositions qui montrent le passé de Wellingborough et les villages environnants.

## Personnalités nées dans la ville
- Peter Murphy, chanteur.
- Thom Yorke, chanteur, guitariste, pianiste...

## Jumelage
- Niort (France) depuis le 27 novembre 1977
- Wittlich (Allemagne)

## Source de traduction
- (en) Cet article est partiellement ou en totalité issu de l’article de Wikipédia en anglais intitulé « Wellingborough » (voir la liste des auteurs).